# Gloria Lasso
Rosa Maria  Coscolín Figueras (Villafranca del Panadés, Cataluña, España, 28 de octubre de 1922-Cuernavaca, México, 4 de diciembre de 2005), conocida artísticamente como Gloria Lasso, fue una cantante española. También tenía por adopción la nacionalidad francesa y mexicana. Con una carrera de más de 55 años, la artista grabó nada menos que 584 canciones y las ventas de sus discos en todo el mundo se estiman en 80 millones de álbumes.

## Biografía
Los primeros años de la vida de Rosa Vicenta Montserrat no fueron los más felices. En sus escritos tendía a crearse una leyenda, pero la realidad era muy distinta. Cuando tenía diez años, en 1932, toda la familia Coscolín dejó Vilafranca del Penedès y se trasladó a Ejea de los Caballeros, el pueblo natal del padre. La familia vivía principalmente como asistentes. Rosa, que ya tenía una hermosa voz, cantaba en las calles para mantener a su familia. Luego, durante la Guerra Civil española, se marchó a Caspe, donde su padre se hizo cargo de un café y puso a cantar allí a sus dos hijas mayores. En 1938 conoció a un joven sargento, Guillermo Tejero Benito, aficionado a la guitarra y que se había alistado en las tropas franquistas, y se casó con él a los 16 años en 1938.
Tras la desmovilización de su marido, ambos comenzaron a actuar en varios cabarets de Barcelona y luego en Madrid con el nombre de "Gloria Lasso y su guitarrista Guillermo". Rosa, ahora Gloria Lasso, grabó sus primeros 10 discos de 78 RPM entre 1949 y 1952 en la Compañía del Gramófono Odeón de Barcelona. Fue en la capital ibérica donde Rosa dio a luz a sus tres hijas. Permanecieron casados hasta que se pronunció su divorcio en 1982 en España. En 1952, la pareja confió sus hijas a los abuelos paternos y probó suerte en Paris. Primero fueron contratados en el cabaret "Puerta del Sol", luego en el "Dinarzade", donde Maurice Tézé, director artístico de Pathé-Marconi, se fijó en la cantante. En enero de 1954 firmó su primer contrato y grabó sus primeras canciones en español, entre ellas " El Soldado De Levita ", a las que siguieron sus primeras grabaciones en francés y sus primeros éxitos con " Comment Vas-Tu " (Hola Qué Tal) y " Le Pauvre Muletier ", compuesta por Francis Lopez . El 6 de agosto de 1954, la pareja hace su primera aparición en la televisión francesa con su marido Guillermo tejero en el programa Télé-Paris.
Su marido fue a Madrid a recoger a sus hijos de los abuelos de su padre en Ceuta, un enclave español en la frontera con Marruecos.
La irrupción de la canción " Extraño en el paraíso " en 1955, adaptada al francés por Francis Blanche, impulsó a la cantante al estrellato. Se vendió un millón de discos en apenas un mes, lo que la convirtió en la primera millonaria de la industria discográfica en Francia. En 1957, actuó como estrella por segunda vez en el Olympia de Paris  después de 1955, cuando actuó con Charles Aznavour. En el invierno de 1957/1958, después de su compatriota Luis Mariano, se convirtió en la " Estrella del Circo " del Circo Pinder. La llegada de Dalida iba a poner en apuros su carrera y su fama, por no hablar de la ola musical yé-yé que se avecinaba. La canción " Bambino " estaba inicialmente pensada para ella, pero Lucien Morisse y Eddie Barclay bloquearon la canción e hicieron que la grabara Dalida, que tuvo dificultades para hacerse un hueco en el mundo de la música con su primer single. El tan esperado éxito de Dalida llegó y, sin embargo, Gloria Lasso continuó su carrera artística en Francia. En mayo de 1956 llevó a sus hijos de vuelta a Madrid y en abril de 1957 obtuvieron la nacionalidad francesa. Se casó con Albert, Dante, Antoine Pagliani, conocido como Claude Pagliani, su peluquero, el 25 de julio de 1958 en el ayuntamiento de Meudon, en los Altos del Sena, después de que el Estado francés le concediera el divorcio de Guillermo Tejero.5 Aunque este divorcio fue legal en Francia, no lo fue en España, donde el divorcio estaba prohibido bajo el régimen dictatorial del general Francisco Franco. Sus supuestos matrimonios, que fueron 9, fueron reducidos a 6 por el principal interesado en 2003 en el periódico France-Soir.
Ella misma declaró en el programa de radio France Culture "Soyez-les bienvenus", el 18 de septiembre de 1959, que se había convertido en bígama.
Como todavía era la señora Tejero Coscolin en España hasta el 20 de abril de 1982, fecha oficial de su divorcio, los 6 matrimonios, a la francesa con Claude Pagliani en Francia en 1958, o presuntamente en México, en 1963 con Jean Marcilly, en 1966 con Ernesto Espinosa, en 1970 con Daniel Kurry, en 1978 con César Acosta y, finalmente en 1980, con Salvador García, no tienen ninguna legitimidad real, sobre todo para un matrimonio civil y religioso no disuelto en la muy católica España. En realidad, Gloria Lasso sólo ha estado casada una vez, desde después de 1982, año de su divorcio oficial y tras 44 años de matrimonio con Guillermo Tejero, y aparte de su "matrimonio" de 1988, confesado en 2003 como una maniobra publicitaria, no se ha conocido ni revelado ninguna otra supuesta unión de la artista.

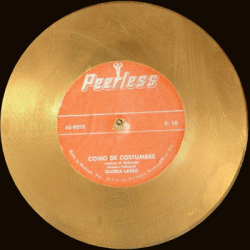
Disco de oro recibido por Gloria Lasso en Miami en 1968 por su versión en español de la canción "Comme d'habitude" (A mi manera) bajo el título Como de costumbre.

En 1960, después de 1955, actuó por segunda vez en Bobino y en 1962 cantó en el ABC durante 13 noches, renovando un poco su repertorio e interpretando canciones de Serge Gainsbourg y Gilbert Bécaud. " La Chanson de Prévert " y " Et maintenant" fueron dos canciones que interpretó en el escenario hasta el final de su vida. 
En la primavera de 1963, endeudada y perseguida por el fisco francés, su única solución fue huir a México, dejando a sus tres hijas en Francia, todos ellos menores de edad en ese momento. En México, donde era conocida desde 1955, Pathé Marconi tenía una filial bajo el sello Musart y sus canciones se emitían regularmente en las emisoras de radio sudamericanas. Como su contrato no terminaba hasta finales de 1964, Gloria Lasso no tenía otra opción que unirse a esta compañía discográfica si quería cumplir su contrato con Pathé Marconi y no empeorar su situación financiera y musical.
El éxito estaba por llegar en su país de retiro. Versiones de canciones como "Capri c'est fini" o la versión española de My Way (Comme d'habitude)  Como de costumbr), que le valió un disco de oro en Miami, consolidaron su fama, pero pocos compositores escribieron sus canciones a medida, como ocurría en Francia. En México la ola popular duró más o menos lo mismo que en Francia. En 1970, Eddie Barclay se puso en contacto con ella, decepcionado por el hecho de que Dalida hubiera abandonado su compañía discográfica, y no encontró nada mejor que recurrir a la que había sido en parte responsable de su declive en Francia unos años antes. Gloria Lasso aceptó su propuesta, grabó nada menos que 10 canciones, pero Barclay sólo lanzó un single con 2 canciones. Gloria Lasso regresó a México. A finales de 1972 regresó a Francia para volver a probar suerte. Un álbum " À Force d'Espérer ", publicado en 1973 y después de una buena acogida por parte del público y algunos programas de televisión, volvió a su país de exilio nuevamente decepcionada.
Fue necesaria la insistencia de Pascal Sevran en 1984, un admirador precoz, para que llegara al aeropuerto de Roissy Charles de Gaulle el 6 de enero de 1985. Se le dedicó un programa íntegramente en FR3 y pasó una semana en su programa " Laissez passer la chanson ", donde se encontró con su rival Dalida. Desde entonces, Gloria Lasso iba y venía entre Francia y México. Su tercer intento de volver a Francia tuvo algunos éxitos pero también algunos fracasos porque la estrella estaba necesitada de notoriedad y a partir de 1985 se centró más en su " Maridos y otros " como uno de sus supuestos libros autobiográficos que en otra cosa. Esta sería su principal marca mediática durante las dos últimas décadas de su vida, dejando su carrera artística en un segundo plano.

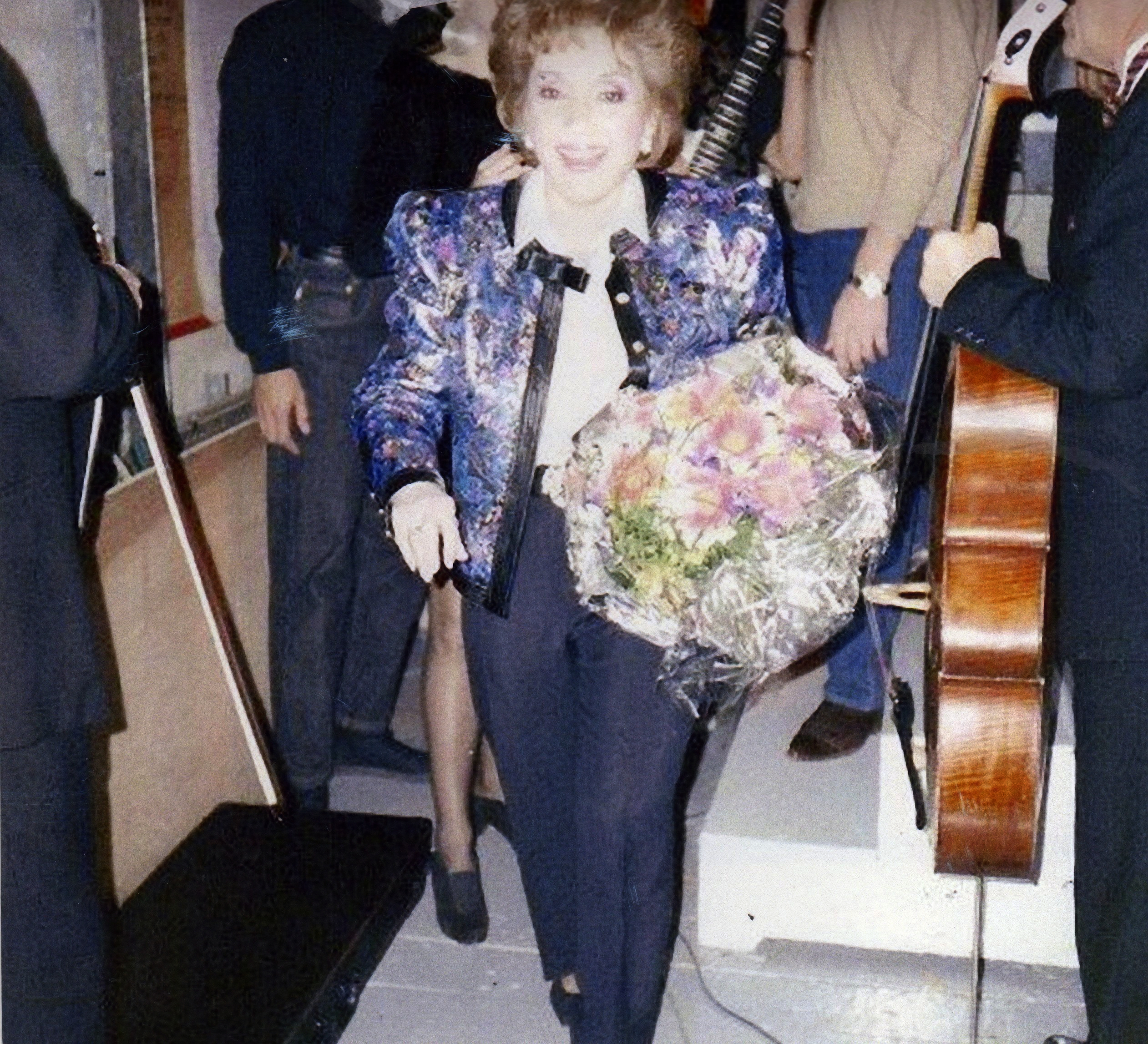
Gloria Lasso, saliendo del escenario, París 1990.

En 1985, en México, los buenos años eran un recuerdo lejano y en Francia Dalida seguía en el candelero y otras modas musicales eran más interesantes que una vieja gloria del pasado. Para Gloria Lasso, era más el gran circo mediático con el eterno número de sus " maridos y demás " que otra cosa. A falta de algo mejor en México, pasó la mayor parte de su tiempo en Francia tratando de recuperar un lugar definitivamente perdido. En 1986 adaptó al español el éxito de Rita Mitsouko, Marcia Baïla. Fue uno de los raros éxitos de su carrera. El 18 de abril de 1988, en París, se casó con el novio de su agente en un acto publicitario. Algunos de los periódicos llamados " populares ", pero más escandalosos, estaban llenos de ellos. 
Todavía en 1988 y metamorfoseada, posó en la revista Lui. En palabras de los periodistas publicadas en Universal Music France, "a sus 65 años, sorprende posando desnuda (en realidad, ligeramente vestida, mostrando un pecho), lo que puede parecer, según el estado de ánimo, un simpático desafío al peso de los años o una forma patética de conseguir que se hable de ella.

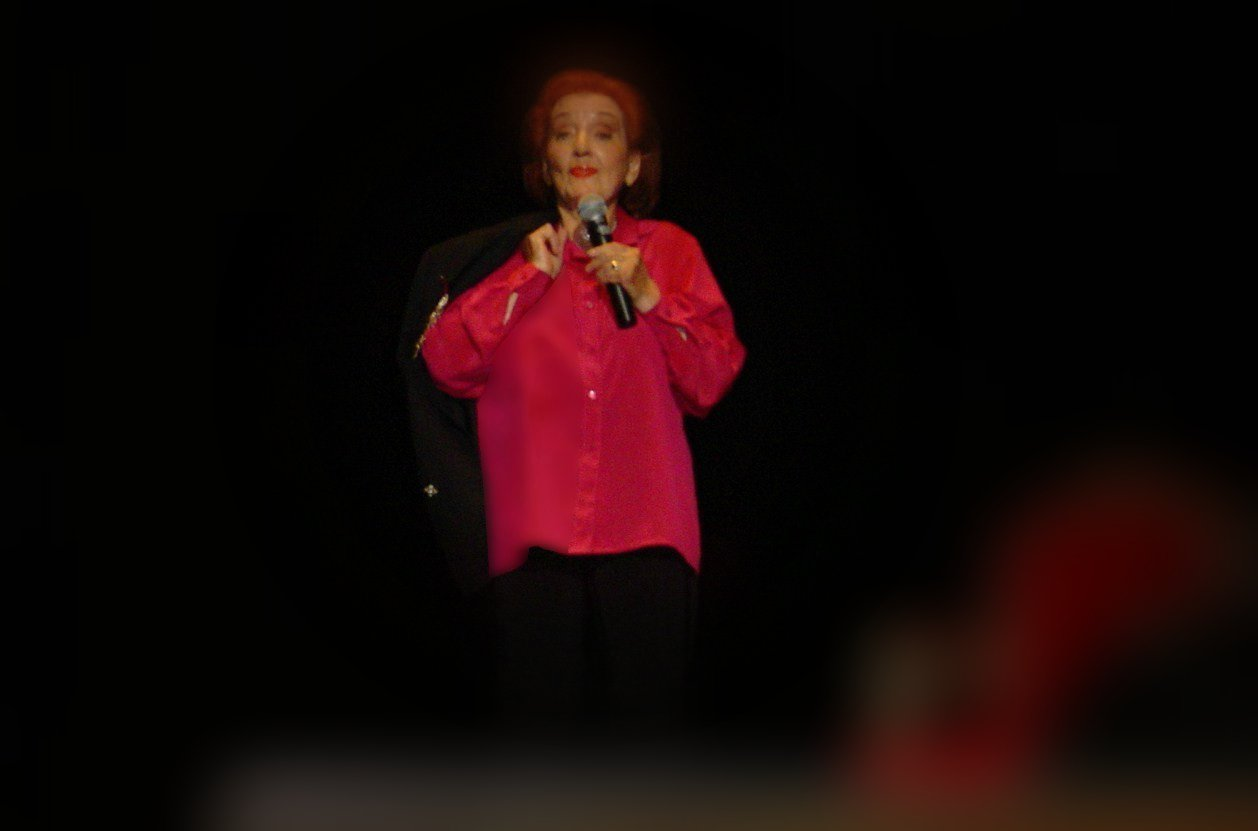
Gloria Lasso en abril de 2003 en el escenario del casino de Contrexéville.(Francia)

A falta de un verdadero éxito comercial, Gloria Lasso persiguió los honorarios, hizo algunos viajes de ida y vuelta entre Francia y México, y apareció en galas y en la televisión, donde hablaba más de sus maridos y otros que de su carrera musical, que era casi inexistente. Del 24 al 28 de enero de 1990 actuó en el Bataclan de París. Este fue su último espectáculo en una gran sala parisina. En 1991 grabó un nuevo álbum en España, pero sólo estaba compuesto  principalmente por viejas versiones reorquestadas de sus antiguos éxitos. En Francia, hizo lo mismo hasta que hizo una versión de baile de " Extraño en el paraíso " en 1998. En 2002 recibió al equipo de " Saga " de México y fue filmada en una hermosa casa que se suponía era suya, como si tuviera un nuevo marido del brazo. La ilusión es casi perfecta, pero la artista está muy lejos de tener una casa así con piscina a su nombre. 

En 2003, a falta de algo mejor, posó en una fotonovela en " Nous deux (revista) ", hizo algunas galas y unos cuantos programas de televisión, sólo para seguir hablando de sus maridos... Entró en el estudio de Egt (Éditions Gérard Tempesti) para grabar el que sería su último disco, que iba a estar compuesto por adaptaciones gitanas de algunos éxitos pasados, que era siempre la misma receta utilizada ante las inexistentes propuestas de los compositores.

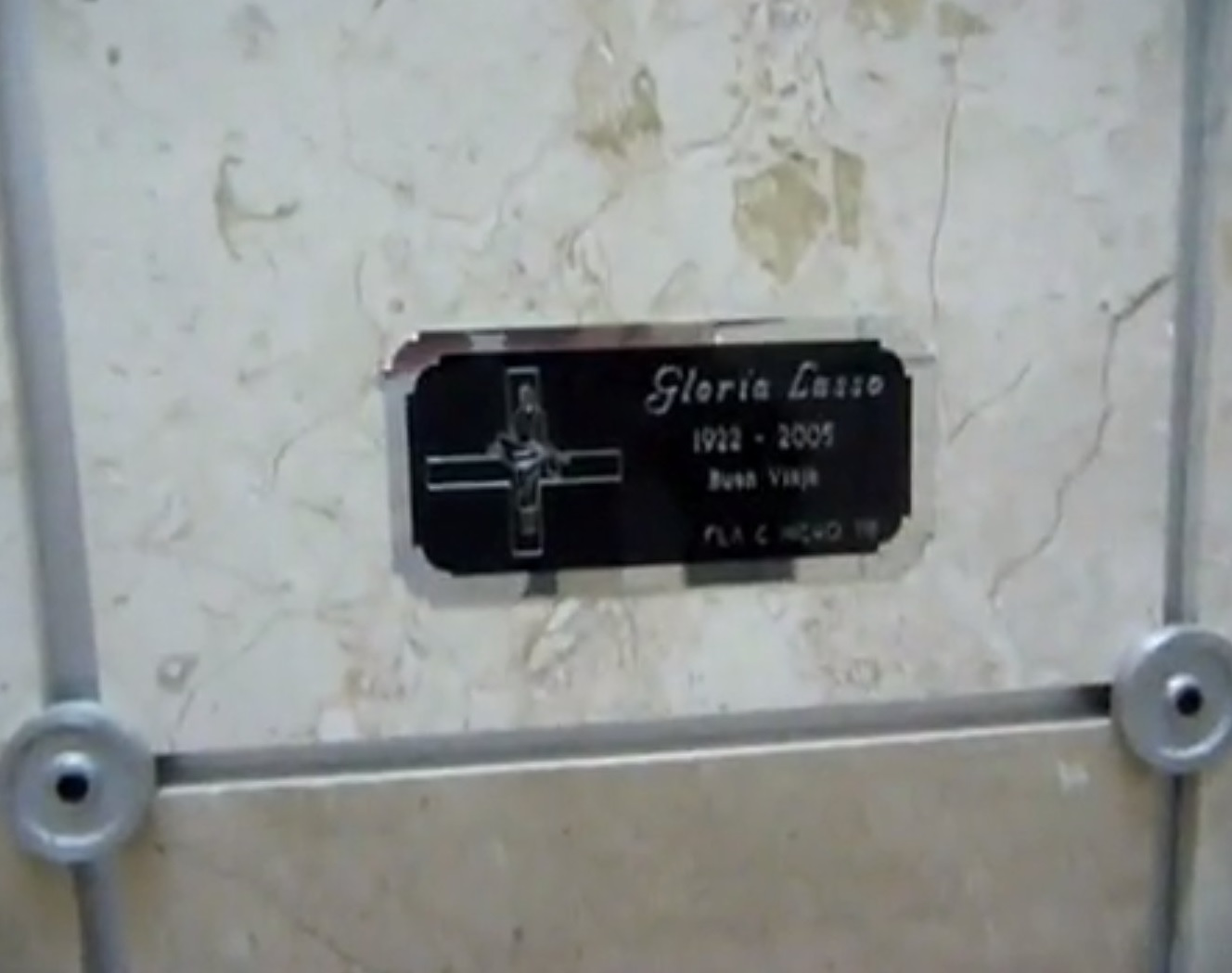
Lugar donde están enterradas sus cenizas. Cripta de la Catedral de Cuernavaca (Morelos) México.

Se fue a México a finales de 2003 y tuvo que volver para terminar este álbum. Su salud empezó a decaer y siguió posponiendo su regreso a Francia. En noviembre de 2005 tenía previsto dar un concierto franco-español en su ciudad adoptiva, Cuernavaca, para celebrar el 50º aniversario de su estrellato en Francia. Unos días antes, tuvo una caída. Sin embargo, dio su concierto sentada en el escenario en una silla que le quedaba demasiado grande y sólo interpretó dos canciones de pie, " Luna de Miel " y " Et Maintenant ". Y ahora qué voy a hacer con todo este tiempo que mi vida será... Pero sus días estaban contados y 3 semanas después, el 4 de diciembre de 2005, murió de un ataque al corazón a las 15:30 horas en la pequeña casa que acababa de construir, lejos del ajetreado centro de Cuernavaca. Una vecina vino a ver cómo estaba y la descubrió muerta en las escaleras que conducen a su habitación.  Fue incinerada el 5 de diciembre y sus cenizas fueron depositadas en la cripta de la Catedral de Cuernavaca. Una sencilla placa reza " Gloria Lasso 1922-2005 ", con la inscripción " Buen Viaje ", título de uno de sus mayores éxitos. Su apellido ha sido olvidado, como si se quisiera borrar lo que realmente fue Rosa Vicenta Montserrat Coscolin Figueras.
El revival kitsch de los últimos años la ha vuelto a poner de moda como icono gay;
En junio de 2022, para conmemorar el centenario de su nacimiento, se realizó un documental en francés y en español con el título Gloria Lasso Su Vida.Esta película recorre su vida real y su carrera profesional con pruebas irrefutables.
" Para Gloria Lasso. Este es el nombre que se merece porque empieza con un canto de victoria y termina con un arma hecha para llevar a los hombres y a las bestias a lo lejos. El lazo de una voz y la gloria resultante, así es como me imagino a nuestro famoso cantante " - Jean Cocteau, 1959.

## Discografía

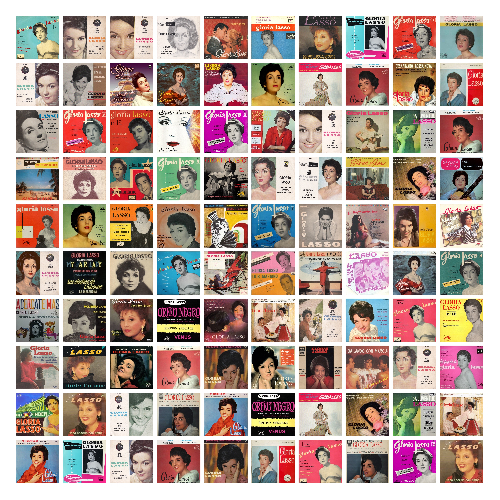
Gloria Lasso, 100 discos, 100 canciones.

Las 100 primeras canciones grabadas por la artista desde su debut en España en 1949 hasta 1958 en Francia bajo los sellos Odéon (Compañía del Gramófono Odeón) para España y Pathé Marconi (La Voix de son maître) para Francia.
La artista grabó nada menos que 584 canciones en varios sellos. Debutó en España con Odeon de 1949 a 1952, luego con La Voix de son Maitre para Pathé Marconi en Francia de 1954 a 1964, mientras grababa para la compañía discográfica rumana Electrecord antes de su precipitada partida a México en la primavera de 1963. En México, grabó sucesivamente con "Musart" hasta 1968. Ese mismo año se unió a "Peerles", luego una breve temporada con "Barclay" en Francia en su primer regreso a ese país, antes de volver a editoriales musicales mexicanas como "Capitol" y "Raff" hasta 1973, cuando regresó a Francia y grabó con "RCA". Luego regresó a México donde se incorporó a "Gas" hasta 1979. A partir de este año 1979, Gloria Lasso no grabará más canciones en México porque su carrera en este país está lejos de estar en el punto álgido de los años sesenta y será en Francia a partir de su tercer regreso en 1985 que volverá a entrar en estudio sucesivamente en "Ortolan Carrère", "Atoll Polygram", "Just' In", "Tilt & Partners", "Y. Chateigner" y, finalmente, en 2003 en "Egt", donde realizó sus últimas grabaciones y el álbum inacabado se publicó unas semanas antes de su muerte. Se hizo un paréntesis en España en 1991 con "Perfil", pero sólo para grabar versiones de sus antiguos éxitos en nuevas orquestaciones. En Francia, a partir de 1985, ocurrió lo mismo y no se encontró el éxito de antaño, y sólo se consideró un éxito la portada española de "Marcia Baïla". 

#### Lista de las 100 primeras canciones grabadas.
- 1949 : María Dolores (Odéon)
- 1949 : Santa Cruz (Odéon)
- 1950 : Cuando la luna sale (Odéon)
- 1950 : Mi clavel (Odéon)
- 1951 : Gitana (Odéon)
- 1951 : Chiquita bacana (Odéon)
- 1951 : Mentira (Odéon)
- 1951 : Guadaquivir (Odéon)
- 1951 : Quiero a Madrid (Odéon)
- 1951 : Flores secas (Odéon)
- 1951 : Muchacho de alma (Odéon)
- 1951 : Por ti (Odéon)
- 1952 : Termina la feria (Odéon)
- 1952 : Maite no llores (Odéon)
- 1952 : Qué cosas, qué cosas (Odéon)
- 1952 : Inútil es fingir (Odéon)
- 1952 : Solo tuya (Odéon)
- 1952 : Camino del cielo (Odéon)
- 1954 : El soldado de Levita (Pathé Marconi)
- 1954 : Ein soldat aus Costa Rica (El soldado de Levita) Version en allemand (Pathé Marconi)
- 1954 : Ojitos traidores (Pathé Marconi)
- 1954 : Cita a la seis (Pathé Marconi)
- 1954 : Piel canela (Pathé Marconi)
- 1954 : A lo loco (Pathé Marconi)
- 1954 : Comment vas-tu (Hola qué tal) (Pathé Marconi)
- 1954 : Hola qué tal (Comment vas-tu) (Pathé Marconi)
- 1954 : Le pauvre muletier (Pathé Marconi)
- 1955 : Boléro dans la nuit (Pathé Marconi)
- 1955 : Ave Maria no morro (Pathé Marconi)
- 1955 : Donna Maria (Ave Maria no morro) Version en allemand (Pathé Marconi)
- 1955 : Quand je danse cans tes bras (Pathé Marconi)
- 1955 : Dolores (Pathé Marconi)
- 1955 : Mandolino (Pathé Marconi)
- 1955 : Étranger au paradis (Pathé Marconi)
- 1955 : Bonne chance (Pathé Marconi)
- 1955 : Toi mon démon (Pathé Marconi)
- 1956 : Extraño en el paraiso (Étranger au paradis) (Pathé Marconi)
- 1956 : Amour, castagnettes et tango (Pathé Marconi)
- 1956 : Adieu mon pays (Pathé Marconi)
- 1956 : Toi je t'Aimerai (Pathé Marconi)
- 1956 : La cueillette du coton (Pathé Marconi)
- 1956 : Deux petits arbres (Dos arbolitos) (Pathé Marconi)
- 1956 : Dos arbolitos (Deux petits arbres) (Pathé Marconi)
- 1956 : Adieu Lisbonne (Lisboa antiga) (Pathé Marconi)
- 1956 : Lisboa Antiga (Adieu Lisbonne) Version en espagnol (Pathé Marconi)
- 1956 : Le torrent (Pathé Marconi)
- 1956 : La fête aux chapeaux (Port au prince) (Pathé Marconi)
- 1956 : Canastos (duo avec Luis Mariano) (Pathé Marconi)
- 1956 : Amor no me quieras tanto (duo avec Luis Mariano) (Pathé Marconi)
- 1956 : Malagueña (Pathé Marconi)
- 1956 : Quiereme mucho (Pathé Marconi)
- 1956 : Guadalajara (Pathé Marconi)
- 1956 : La tuna (Mandolino) (Pathé Marconi)
- 1957 : Cerca de ti (Pathé Marconi)
- 1957 : Me voy pal pueblo (Pathé Marconi)
- 1957 : La fiesta fel cafe (Pathé Marconi)
- 1957 : Bahia (Pathé Marconi)
- 1957 : Noches de Vera Cruz (Pathé Marconi)
- 1957 : Granada (Pathé Marconi)
- 1957 : Amour perdu (Pathé Marconi)
- 1957 : Marianne (Pathé Marconi)
- 1957 : Aux îles Samoa (Pathé Marconi)
- 1957 : Padre don Jose (Pathé Marconi)
- 1957 : L'Ombre sous la mer (Pathé Marconi)
- 1957 : Bambino (Pathé Marconi)
- 1957 : Chiquillo (Bambino) (Pathé Marconi)
- 1957 : Bon voyage (Pathé Marconi)
- 1957 : Dorothy (Pathé Marconi)
- 1957 : Buenas noches mi amor (Pathé Marconi)
- 1957 : Mon petit Cachito (Cachito) (Pathé Marconi)
- 1957 : N'abîme pas nos souvenirs (Pathé Marconi)
- 1957 : Ave Maria en el morro (Pathé Marconi)
- 1957 : El torrente (Le torrent) (Pathé Marconi)
- 1957 : Canastos (L'amour commande) Duo avec Luis Mariano Version en espagnol (Pathé Marconi)
- 1958 : El puente del rio Kwai (Le Pont de la rivière Kwai) (Pathé Marconi)
- 1958 : El emigrante (Pathé Marconi)
- 1958 : Maringa (Pathé Marconi)
- 1958 : Maringa Version en espagnol (Pathé Marconi)
- 1958 : Histoire d'un amour (Pathé Marconi)
- 1958 : Historia de un amor (Histoire d'un amour) (Pathé Marconi)
- 1958 : Ça c'est l'amour (Pathé Marconi)
- 1958 : Ça c'est l'amour Version en espagnol (Pathé Marconi)
- 1958 : Gondolier (Pathé Marconi)
- 1958 : Solo a ti (Gondolier) Version en espagnol (Pathé Marconi)
- 1958 : Diana  (Pathé Marconi)
- 1958 : Bouquet d'Amsterdam (Pathé Marconi)
- 1958 :  C'était hier (Pathé Marconi)
- 1958 : Igual que ayer (C'était hier) Version en espagnol (Pathé Marconi)
- 1958 : L'oubli (Pathé Marconi)
- 1958 : Por que (L'Oubli) Version en espagnol (Pathé Marconi)
- 1958 : Sarah (Pathé Marconi)
- 1958 : Te quiero (Pathé Marconi)
- 1958 : Te quiero Version en espagnol (Pathé Marconi)
- 1958 : Je t'aimerai t'aimerai (Pathé Marconi)
- 1958 : Sans toi je n'ai plus rien (Pathé Marconi)
- 1958 : Bonjour chéri (Pathé Marconi)
- 1958 : À jamais (Pathé Marconi)
- 1958 : Du moment qu'on s'aime (Pathé Marconi)
- 1958 : Sois pas fâché (Pathé Marconi)